# Argiope ranomafanensis
Argiope ranomafanensis är en spindelart som beskrevs av Bjorn 1997. Argiope ranomafanensis ingår i släktet Argiope och familjen hjulspindlar.
Artens utbredningsområde är Madagaskar. Inga underarter finns listade i Catalogue of Life.